# James F. Hinkle
Pour les articles homonymes, voir Hinkle.
James Fielding Hinkle, né le 20 octobre 1862 dans le Comté de Franklin (Missouri) et mort le 26 mars 1951 à Roswell (Nouveau-Mexique), est un homme politique américain membre du Parti démocrate. Il est le 6e gouverneur du Nouveau-Mexique entre 1923 et 1925.

## Biographie

### Jeunesse
James F. Hinkle est né le 20 octobre 1862 dans le comté de Franklin, dans le Missouri. Il poursuit des études à l’Université du Missouri. Il travaille comme cow-boy et contremaître dans plusieurs grands ranchs bovins au Texas,, avant de s’installer au Nouveau-Mexique en 1885, où il entame une carrière prospère dans les affaires.

### Carrière politique
La carrière politique de Hinkle débute par des fonctions locales : il siège au conseil des commissaires du comté de Lincoln de 1891 à 1893. Il représente ensuite sa circonscription à la Chambre des représentants du Territoire du Nouveau-Mexique de 1893 à 1896, puis au Sénat territorial en 1901. Il est également membre du Conseil d’égalisation du comté de Lincoln de 1901 à 1911 et occupe le poste de maire de Roswell de 1904 à 1906.
Après l’accession du Nouveau-Mexique au statut d’État, Hinkle devient membre du Sénat de l’État de 1912 à 1917. Le 7 novembre 1922, il est élu gouverneur du Nouveau-Mexique. Durant son mandat, du 1er janvier 1923 au 1er janvier 1925, il fait adopter une loi accordant des exonérations fiscales foncières aux anciens combattants de la Première Guerre mondiale.
En 1931, Hinkle est élu Commissaire des terres publiques du Nouveau-Mexique, fonction qu’il occupe pendant un mandat de deux ans.

### Dernières années
Après sa carrière politique, Hinkle reste actif dans le monde des affaires. Il meurt le 26 mars 1951 à Roswell, au Nouveau-Mexique. En 1964, il est intronisé au Hall of Great Westerners du National Cowboy & Western Heritage Museum en reconnaissance de ses contributions à l’industrie bovine.